# フチア
フチア（英:Hutia, 西:jutía）は齧歯類テンジクネズミ形類アメリカトゲネズミ科フチア亜科（Capromyinae）に属す種の総称。カリブ諸島のキューバとイスパニョーラ島に生息する。20種ほどが記録されているが、半分以上の種は絶滅してしまっている。オオフチアはフチアとは別の科であるオオフチア科（Heptaxodontidae）に属す。

## 特徴
ほとんどの種で体長21-46cm、体重2kg以下だが、デマレフチアは体長31-60cm、体重2.8-8.5kg。ヌートリアに似ている点がある。尾は痕跡的な種から、物をつかめるほど発達した種まである。体は頑丈で、頭は大きい。ほとんどの種は植物食だが、小動物を食べる種もある。巣は、穴を掘って作ることはせず、木の中や岩の裂け目につくる。

## 分類

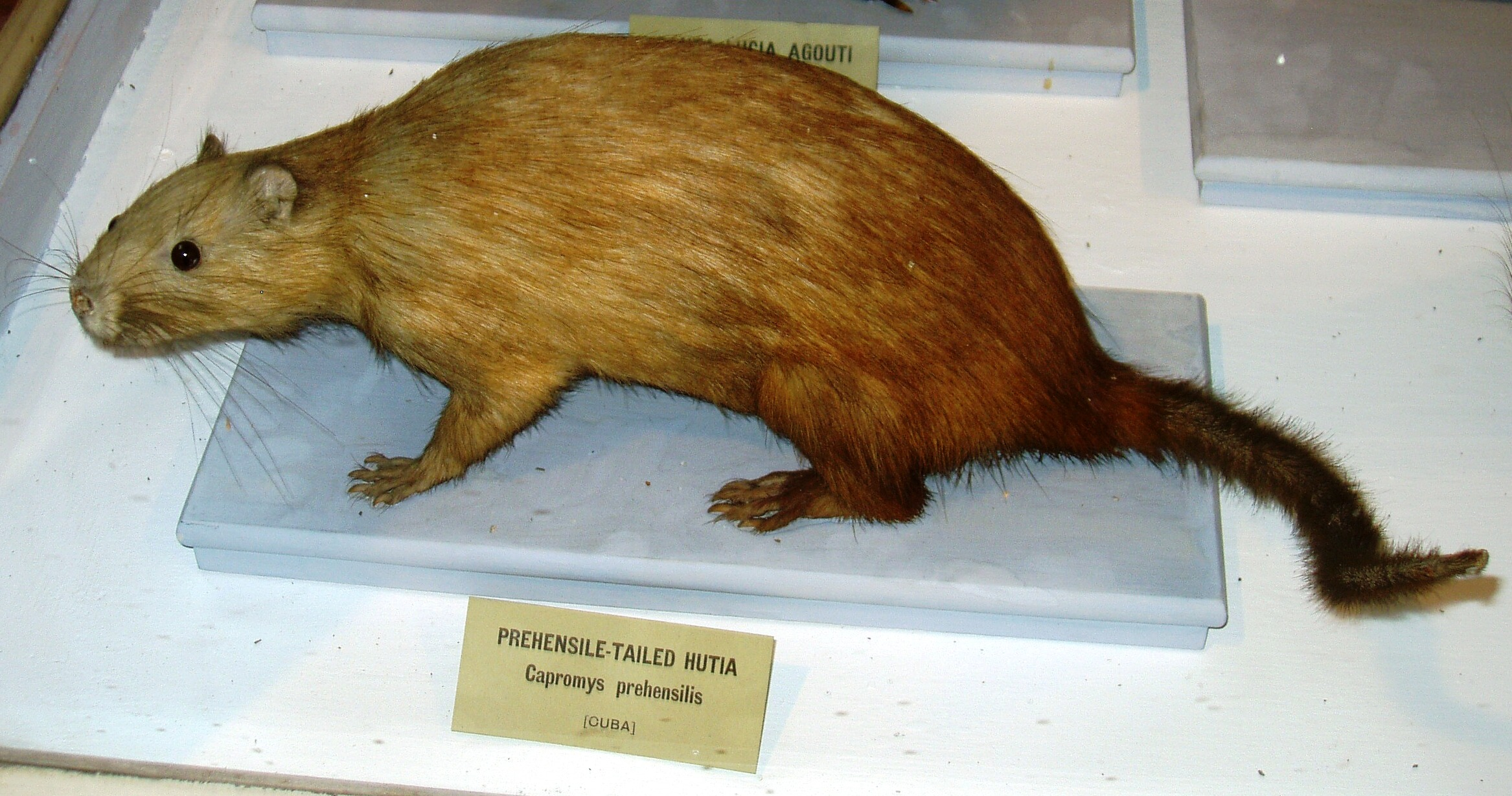
オマキフチア (Mysateles prehensilis)

10種の現生種と11種の絶滅種が知られる。以下のとおり。(†)は絶滅種を意味する。和名は川田ほか(2018) による。
- フチア亜科 Capromyinae
  - Capromyini族
    - フチア属 Capromys
      - ガイドフチア Capromys garridoi (おそらく絶滅)
      - デマレフチア Capromys pilorides

    - ジャマイカフチア属 Geocapromys
      - ジャマイカフチア Geocapromys brownii
      - バハマフチア Geocapromys ingrahami
      - †スワンフチア Geocapromys thoracatus
      - †Geocapromys columbianus
      - †Geocapromys caymanensis

    - オオミミフチア属 Mesocapromys
      - カブレラフチア Mesocapromys angelcabrerai
      - オオミミフチア Mesocapromys auritus
      - クロオフチア Mesocapromys melanurus
      - コビトフチア Mesocapromys nana (おそらく絶滅)
      - サンフェリペフチア Mesocapromys sanfelipensis (おそらく絶滅)

    - オマキフチア属 Mysateles
      - オマキフチア Mysateles prehensilis

  - †Hexolobodontini族
    - †アルティポニットフチア属 Hexolobodon
      - †アルティポニットフチア Hexolobodon phenax

  - Isolobodontini族
    - †プエルトリコフチア属 Isolobodon
      - †ヤマフチア Isolobodon montanus
      - †プエルトリコフチア Isolobodon portoricensis

  - Plagiodontini族
    - ハイチフチア属 Plagiodontia
      - ハイチフチア Plagiodontia aedium
      - †サマナフチア Plagiodontia ipnaeum
      - †Plagiodonta spelaeum

    - †Hyperplagiodontia
      - †Hyperplagiodontia araeum

    - †Rhizoplagiodontia
      - †カンブベランフチア Rhizoplagiodontia lemkei